# Zhang Kailin
Zhang Kailin (chiń. upr. 张恺琳; pinyin Zhāng Kǎilín; ur. 28 stycznia 1990) – chińska tenisistka.

## Kariera
Tenisistka występująca głównie w turniejach rangi ITF. Zadebiutowała w 2005 roku, w wieku piętnastu lat, w kwalifikacjach do turnieju ITF w Changsha, ale w turnieju głównym udało jej się zagrać dopiero w 2008 roku. W maju 2011 roku wygrała swój pierwszy turniej deblowy, natomiast w grze pojedynczej, pierwszy sukces odniosła w marcu 2014 roku, wygrywając turniej w Shenzhen. W sumie wygrała pięć turniejów singlowych i szesnaście deblowych rangi ITF.
W 2014 zaczęła występować w turniejach cyklu WTA Tour, a jej największym sukcesem z tego roku był ćwierćfinał w Kantonie.
W październiku 2014 roku osiągnęła w singlu drugą setkę rankingu WTA Tour.

## Finały turniejów WTA
| Legenda                     | Legenda |
| --------------------------- | ------- |
| Wielki Szlem                |         |
| Igrzyska olimpijskie        |         |
| WTA Tour Championships      |         |
| 2009 – 2020                 |         |
| WTA Premier Mandatory       |         |
| WTA Premier 5               |         |
| WTA Premier                 |         |
| WTA International Series    |         |
| WTA 125K series (2012–2020) |         |

### Gra podwójna
| Końcowy wynik | Nr | Data             | Turniej | Nawierzchnia | Partnerka    | Przeciwniczki                | Wynik finału      |
| ------------- | -- | ---------------- | ------- | ------------ | ------------ | ---------------------------- | ----------------- |
| Finalistka    | 1. | 2 listopada 2014 | Ningbo  | Twarda       | Han Xinyun   | Arina Rodionowa Olha Sawczuk | 6:4, 6:7(2), 6–10 |
| Zwyciężczyni  | 1. | 13 września 2015 | Dalian  | Twarda       | Zheng Saisai | Chan Chin-wei Darija Jurak   | 6:3, 6:4          |

## Wygrane turnieje rangi ITF
| turnieje z pulą nagród 100 000 $ |
| turnieje z pulą nagród 75 000 $  |
| turnieje z pulą nagród 50 000 $  |
| turnieje z pulą nagród 25 000 $  |
| turnieje z pulą nagród 15 000 $  |
| turnieje z pulą nagród 10 000 $  |

### Gra pojedyncza
|    | Data       | Turniej   | Kat. | ($)     | Naw.   | Finalistka    | Wynik               |
| 1. | 16/03/2014 | Shenzhen  | ITF  | 10 000  | twarda | Tian Ran      | 6:0, 5:7, 6:1       |
| 2. | 01/06/2014 | Zhengzhou | ITF  | 25 000  | twarda | Xu Yifan      | 7:5, 6:4            |
| 3. | 24/10/2015 | Suzhou    | ITF  | 50 000  | twarda | Duan Yingying | 1:6, 6:3, 6:4       |
| 4. | 24/04/2016 | Nanning   | ITF  | 25 000  | twarda | Liu Fangzhou  | 6:3, 6:4            |
| 5. | 08/05/2016 | Anning    | ITF  | 100 000 | ziemna | Peng Shuai    | 6:1, 0:6, 4:2 krecz |